# 趙声
趙 声（ちょう せい）は清末の軍人、革命運動家。初名は毓声、字は伯先。

## 生涯
1881年3月16日、江蘇省丹徒県大港鎮に生まれる。1898年に秀才となり、1900年には首席で江南陸師学堂、のち江南水師学堂に入学する。1903年2月に日本留学。同年夏帰国後は三江師範学堂の教習となり『歌保国』を発表している。
1906年には南京で新軍に参加、陸軍第九鎮33標標統（連隊長）に就任、中国同盟会に参加し陸軍第九鎮中の中の革命組織の発展に力を尽くす。革命家駆動が認められ長江流域同盟会の盟主に推挙され、長江流域で武装革命の準備を行う。
1910年に倪映典とともに広州起義（庚戌広州新軍之役）を指導、武装蜂起失敗後はマレー半島に渡り革命運動の資金募集に従事すると共に、香港同盟会会長に就任している。
1911年には黄花崗起義を指導したが失敗、同年4月18日に辛亥革命を見る事無く香港にて病没した。